# Voloiac
Voloiac é uma comuna romena localizada no distrito de Mehedinţi, na região de Oltênia. A comuna possui uma área de 32.00 km² e sua população era de 1880 habitantes segundo o censo de 2007.